# The Naval Treaty
The Adventure of the Naval Treaty (O Tratado Naval) é um conto de Sir Arthur Conan Doyle protagonizada por Sherlock Holmes e Dr. Watson, que foi publicada pela primeira vez na Strand Magazine, em outubro e novembro de 1893, sendo dividido em duas partes, e com 15 ilustrações de Sidney Paget.

## Enredo
Percy Phelps, um antigo colega de escola de Dr. Watson, envia uma carta ao amigo, pedindo o auxílio deste e de Sherlock Holmes. Phelps trabalha no Ministério do Exterior (Foreign Office) e foi encarregado de fazer cópias de um importante documento diplomático, um tratado secreto entre a Inglaterra e a Itália, que deveria manter no maior sigilo, pois os documentos não poderiam chegar às mãos das embaixadas da Rússia e da França em hipótese alguma. Phelps, que precisou trabalhar até altas horas, resolve tomar um café durante a noite, e foi nesse pequeno espaço de tempo que os importantes documentos sumiram. Os suspeitos são seu colega de sala Charles Gorot que fez hora extra naquela noite, o contínuo que preparava os cafés e sua esposa (sra. Tangey) faxineira. Um detalhe estranho foi que, no intervalo em que Phelps desceu para tomar um café e o documento foi furtado, uma campainha foi acionada em sua sala. 
Ao perceber que sua carreira profissional está arruinada, Phelps sofre um colapso nervoso e fica inconsciente, de cama, por nove semanas. Sua noive Annie cuida dele e o irmão dela, Joseph, é desalojado de seu quarto, que passa a ser ocupado pelo doente. Ao recuperar a memória, Phelps conta toda a história ao detetive Sherlock Holmes, que passa a investigar o caso. Ele acha estranho que, transcorridos nove semanas do sumiço do documento secreto, este ainda não tenha chegado às mãos do Ministério do Exterior da França ou da Rússia, e no final descobre que o criminoso era alguém acima de qualquer suspeita.